# NGC 1224
NGC 1224 في الفهرس العام الجديد، هي مجرة، تقع في كوكبة حامل رأس الغول. اكتشفت في 20 أغسطس 1885 بواسطة لويس سويفت.

## روابط خارجية
- NGC 1224 على موقع ويكي سكاي: DSS2, SDSS, GALEX, IRAS, Hydrogen α, X-Ray, Astrophoto, Sky Map, Articles and images